# Воронцовский дворец (Тбилиси)
Воронцовский дворец (Тбилиси) — дворец в центральной части Тбилиси, старейшее здание на Проспекте Руставели (д. №6). Возведён по проекту архитектора Отто Симонсона в 1868 году на месте прежнего дворца, построенного для царского наместника на Кавказе. 

## XIX век
Дворец, изначально построенный в 1802 году, неоднократно перестраивался. В 1845 году в Тифлис прибыл Михаил Воронцов и тут же занялся перестройкой здания по собственному вкусу, на фасаде с колоннами помещает в ниши античные статуи, обустраивает сад во внутреннем дворе. Дом наместника в эти годы был излюбленным местом встреч элиты города. В 1854 году Воронцов покидает Тифлис, а в 1865 году архитектору Отто Симонсону поручается поменять внешний вид здания. Новый дворец стал больше, с фасада убрали колонны и скульптуры, и он приобрёл вид, который можно наблюдать сегодня.
При этом внутренние помещения здания преимущественно остались такими же, как при Михаиле Воронцове. 
В разные годы дворец посещали знаменитые люди. Так, в 1828 году Иван Паскевич устроил бал в честь венчания двоюродного брата своей жены — Александра Грибоедова и Нино Чавчавадзе. Во время своего путешествия по Кавказу дворец посещал Александр Дюма. 27 ноября 1914 года Николай II провёл здесь высочайший приём чинов военного и гражданского ведомств, представителей от дворянства, городского управления, купечества и крестьян Тифлисской губернии. С 1932 года до своей смерти в 1937 году здесь жила мать Иосифа Сталина, Екатерина Геладзе — ей была выделена отдельная квартира во дворце. Сталин посетил мать во дворце всего один раз, в 1935 году.

## XX век
С 1917 года в здании заседало правительство Закавказской Федерации, а 26 мая 1918 года здесь была провозглашена независимость Грузии, 28 мая — Армении и Азербайджана. В 1920-е годы во дворце царил полный хаос, мебель и вещи из дворца уничтожались и расхищались. До 1937 года здание занимало Правительство Советской Грузии. Затем в здании расположился Дворец пионеров.  В 1956 году здесь была основана студия кинолюбителей «Пионерфильм», руководителем которой уже более 40 лет является журналист Григол Чигогидзе. 

## XXI век
В настоящее время — Дворец учащейся молодёжи. В 2018 году дворец получил статус музея. По ряду сохранившихся интерьеров дворца проводятся экскурсии: мраморный и зеркальный залы, кабинет Михаила Воронцова, будуар супруги Воронцова Елизаветы Браницкой. Из будуара Браницкой можно выйти на знаменитый балкон с лестницей, на котором снимался эпизод культового грузинского фильма «Кето и Котэ». С балкона открывается прекрасный вид на сад, превращённый в открытый парк имени Первой Республики. В залах дворца экспонируются уникальные материалы, в том числе посуда II половины XIX века, оформленная по эскизам царского наместника Воронцова, фотографии интерьеров дворца, выполненные знаменитым русским фотографом Дмитрием Ермаковым.
С 2021 года во дворце проводятся реабилитационно-реставрационные работы в рамках проекта «Новый Тбилиси». Полная реставрация здания должна завершиться в первой половине 2023 года..